# Hongerlijdertje
Het hongerlijdertje (Pariambus typicus) is een kreeftachtige uit de familie spookkreeftjes of Caprellidae. Deze soort wordt zo genoemd vanwege de bizarre bouw.

## Beschrijving
De soort wordt ongeveer 7 millimeter lang. Het diertje heeft een cilindrisch lichaam met twee paar antennes aan de voorzijde en aan de achterzijde twee paar gemodificeerde pereopoden die uitstekend geschikt zijn voor het vastgrijpen van het substraat. De kop is te onderscheiden door een verdikking, en het middengedeelte van het lijf bevat twee paar kleine 'flapjes' op segmenten 3 en 4, dit zijn kieuwen. Mannetjes worden iets groter dan vrouwtjes en zijn dunner; vrouwtjes hebben een meer gedrongen lichaam.

## Algemeen
Pariambus typicus komt voor in de Noordzee en is te vinden op matig slibhoudende zanderige plaatsen op de zeebodem, veelal op zandbanken. Het is een belangrijke voedselbron voor veel vissoorten zoals grondels. Het hongerlijdertje maakt weleens ongewild gebruik van andere dieren zoals zeesterren voor het vervoer.